# Agrostis hallii
Agrostis hallii là một loài thực vật có hoa trong họ Hòa thảo. Loài này được Vasey mô tả khoa học đầu tiên năm 1892.

## Hình ảnh

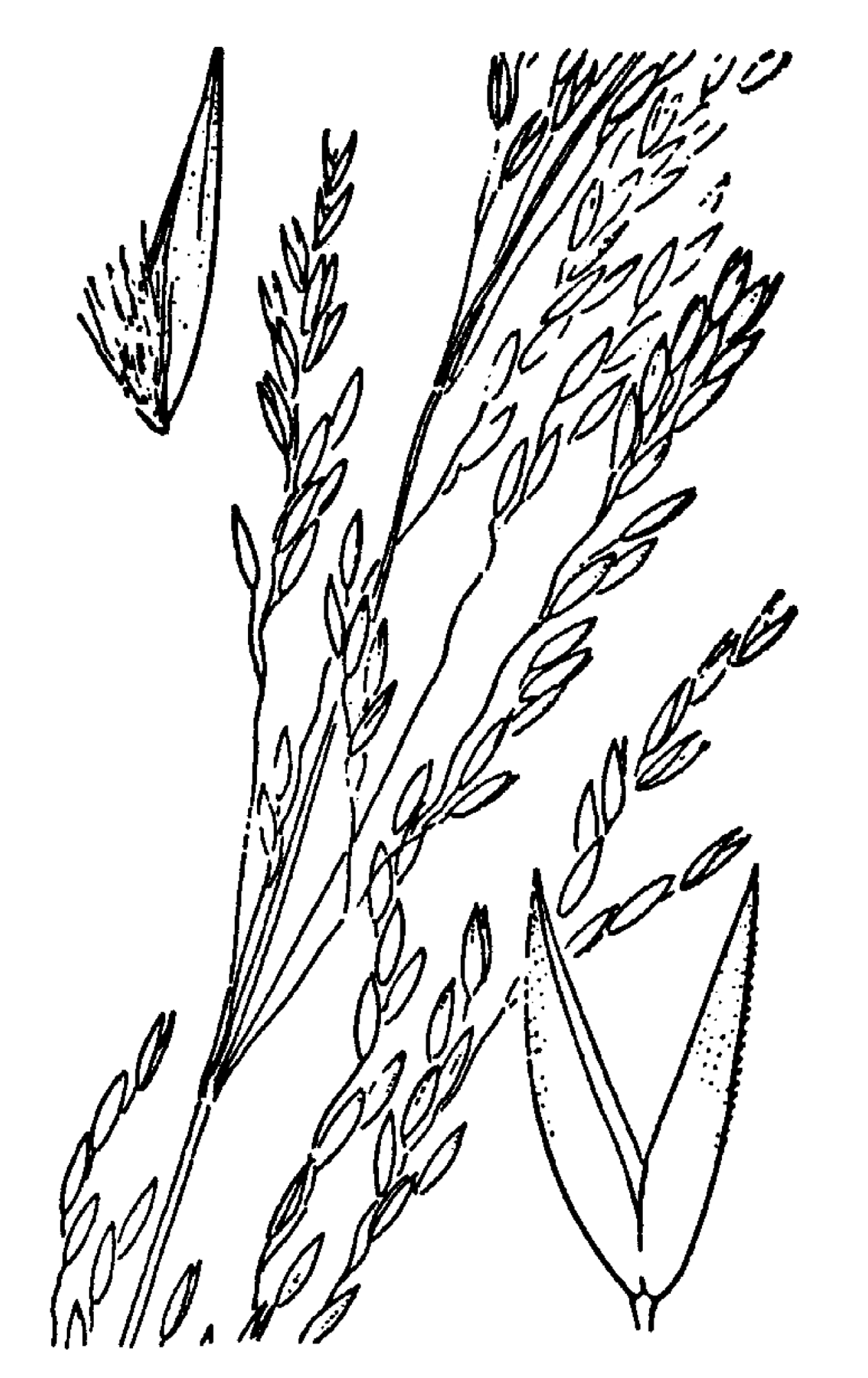